# 直感2 ～溜掉的魚才是最大尾的!～
「直感2 ～溜掉的魚才是最大尾的!～」（直感2 〜逃した魚は大きいぞ!〜）是日本的女子偶像組合早安少女組。的第28张单曲。2005年11月9日由zetima发售。

## 概要
- 「直感2 ～溜掉的魚才是最大尾的!～」是第六張原創專輯「愛的第6感」收錄曲「直感 ～在愛情的時代〜」的重新填詞版本。
- B面曲「愛的理念 Do The Hustle!」原定為A面曲，該曲的PV亦已拍攝完成。但後來該曲被降格為B面曲，A面曲則緊急替換成「直感2 ～溜掉的魚才是最大尾的!～」，並在演唱會上作為「新曲」披露。同時亦由於時間倉卒的關係，重拍A面曲PV時使用了現場演唱「直感 ～在愛情的時代〜」的畫面。[1]
- 「愛的理念 Do The Hustle!」亦是早安少女組。第一首配有PV的B面曲（其它作品的B面曲皆不拍攝PV）。其後該PV亦作為特典收錄在「映像 THE・早安少女組。4 ～Single M Clips～」中。
- 此單曲有2個版本，分別有「初回生産限定盤」和「CD ONLY」。
- 在11月21日於公信榜单曲週排行榜取得第4位。

## 收錄内容

### CD（初回生産限定盤A - B, CD ONLY）
1. 直感2 ～溜掉的魚才是最大尾的!～
（作詞・作曲：淳君 編曲：鈴木俊介）
2. 愛的理念 Do The Hustle!（恋は発想 Do The Hustle!）
（作詞・作曲：淳君  編曲：鈴木Daichi秀行）
3. 直感2 ～溜掉的魚才是最大尾的!～(Instrumental)

1. ↑  .   [2014-11-12]. （原始内容存档于2016-04-02）.